# 24757 Kusano
24757 Kusano este o planetă minoră (asteroid), cu un diametru de 4,886 km, din centura de asteroizi. A fost descoperită pe 1 noiembrie 1992 la Kitami Observatory⁠(d) de Masayuki Yanai⁠(d). 
Obiectul prezintă o orbită caracterizată de o semiaxă mare de 2,2575597 UAi, o excentricitate de 0,1240648, o înclinație de 7,65862 ° în raport cu ecliptica.